# Mark Alizart
Mark Alizart és filòsof, assagista, antic conseller ministerial i cap d'institucions culturals, nascut a Londres el 14 d' abril de 1975.

## Biografia

### Formació
Nascut de pare maurici i mare alemanya, Mark Alizart va créixer a Tolosa, va estudiar al Lycée Henri-IV i a la Sorbona. El seu treball de fi de màster en filosofia se centra en "La qüestió de la tècnica" en Martin Heidegger. L'any 1996, paral·lelament als seus estudis, va crear la revista MUL, una revista de crítica literària de la qual van aparèixer 25 números fins al 2001.

### Director de centres d'art
Als 31 anys, es va incorporar al Palais de Tokyo el 2006, on va esdevenir director adjunt al costat de Marc-Olivier Wahler.

### Obres
L'obra de Mark Alizart abasta una gran varietat de matèries: filosofia, estètica, teologia, informàtica, etologia, economia, ecologia; amb predilecció per «l'examen dels seus punts cecs» : la emprenta del pietisme a la cultura contemporània (Pop Theology ), els vincles entre el sistema de Hegel i la teoria de la informació (Informàtica Celestial), o l'articulació entre marxisme, termodinàmica i criptomonedes (Criptocomunisme ).
Cerca engegar d'aquesta manera un «contrahistòria de la modernitat» susceptible de transcendir la divisió ideològica entre conservadorisme i desconstrucció, així com l'oposició epistemològica entre la filosofia continental i la filosofia analítica. És en l'elaboració d'un "ontologia digital", que té per tesi "l'Ésser és informació”, familiar en físics i matemàtics com Edward Fredkin, David Deutsch o Stephen Wolfram, que s'esforça per aconseguir-ho.

## Publicacions

### Direcció d'obres col·lectives
- Fresh Théorie, París, Éditions Léo Scheer, 2005, 2006 i 2007.
- Stuart Hall, París, Edicions Amsterdam, 2007
- Traces du Sacré, París, Edicions del Centre Pompidou, 2008.

### Filosofia
- Pop Théologie, París, Coll. Perspectives critiques, Presses Universitaires de France, 2015.
- Pop Théologie, París, Coll. Perspectives critiques, Presses Universitaires de France, 2017.
- Cryptocommunisme, París, Coll. Perspectives critiques, Presses Universitaires de France, 2019.

### Assajos
- Chiens, París, Coll. Perspectives critiques, Presses Universitaires de France, 2018.
- Le Coup d'État climatique, París, Coll. Perspectives critiques, Presses Universitaires de France, 2020.

### Col·laboracions
- Hériter et après? (sous la direction de Jean Birnbaum), Paris, Gallimard/Folio, 2017.
- Postcritique (sous la direction de Laurent de Sutter), Paris, Coll. Perspectives critiques, Presses Universitaires de France, 2019.

## Traduccions
- Dogs, Londres, Polity, 2019.
- Perros, Buenos Aires, Ediciones La Cebra, 2019.
- 犬たち (Gossos), Tòquio, Hosei University Press, 2019.
- Cryptocommunism, Londres, Polity, 2020.
- Criptocomunismo, Buenos Aires, Ediciones La Cebra, 2020.
- Golpe de Estado climático, Buenos Aires, Ediciones La Cebra, 2020.
- 개 (Gossos) , Seül, E-Sang Books, 2020 .
- The Climate Coup, Londres, Polity, 2021.

## Medalles i Premis
- Chevalier de l'ordre des Arts et des Lettres (2012)